# بونا (نریتوا)
بونا (به لاتین: Buna) یک رود در بوسنی و هرزگوین است که در بوسنی و هرزگوین واقع شده‌است.

## جغرافیا
سرچشمه آن، چشمه کارستی، در نزدیکی روستای بلاگای، جنوب شرقی موستار است که یکی از چشمه‌های اروپا و به آب بسیار سرد معروف است. بونا تقریباً ۹ کیلومتر به سمت غرب جریان می‌یابد، از بلاگاج شروع می‌شود و از طریق روستاهایی به نتروا می‌پیوندد. رودخانه بونیکا شاخه اصلی چپ بونا است